# Корнилий (Пасичный)
Корни́лий (Ива́н) Па́сичный (англ. Cornelius (John) Pasichny, укр. Корни́лій (Іва́н) Па́січний; 27 марта 1927, Виннипег, провинция Манитоба, Канада — 30 января 2014, Торонто, провинция Онтарио, Канада) —  прелат Римско-католической церкви, 3-й украинский греко-католический епископ Саскатуна, 2-й украинский греко-католический епископ Торонто, базилианин (O.S.B.M.).

## Биография
Иван Пасичный родился 27 марта 1927 года в Виннипеге в семье украинцев Степана Пасичного и Анастасии, урождённой Крук. 12 сентября 1942 года вступил в новициат монашеского ордена базилиан и принял новое имя Корнилий. 14 июля 1944 года принёс временные монашеские обеты; 31 октября 1948 года — вечные.
Изучал философию в учебных заведениях при монастырях ордена в Канаде и США. В 1950 году руководство ордена направило его в Рим, где он продолжил образование в Папском Григорианском университете. В 1954 году Пасичный получил степень лиценциата богословия. По возвращении в Канаду, в 1956 году завершил образование в Оттавском университете со степенью магистра искусств.
5 июля 1953 года в Риме он был рукоположен в сан священника. Служил в греко-католическом приходе Святого Иоанна Крестителя в Оттаве (1953—1955 ), нёс служение настоятеля монастыря Святого Иосафата в Оттаве, настоятеля греко-католических приходов Святого Иоанна Крестителя в городе Борщив и Покрова Пресвятой Богородицы в городе Краков — оба в провинции Альберта, настоятеля прихода Святого Николая в Виннипеге (1985—1995), консультора и эконома канадской провинциальной курии ордена базилиан (1982—1995).
Одновременно с пастырским служением, преподавал философию и гуманитарные дисциплины в учебном заведении ордена в городе Мондер и был профессором-ассистентом Оттавского университета. Исполнял обязанности редактора и издателя англоязычного журнала «Бекон» (англ. Beacon) и духовника семинарии Святого Духа в Оттаве.
6 ноября 1995 года римский папа Иоанн Павел II номинировал Пасичного в украинские греко-католические епископы Саскатуна. Епископскую хиротонию 17 января 1996 года возглавил Михаил (Бздель, C.Ss.R.), греко-католический митрополит Виннипега в сослужении епископов Василия (Филевич) и Севериана (Якимишин).
1 июля 1998 года римский папа Иоанн Павел II перевёл его на кафедру украинской греко-католической епархии Торонто. Вступил на новую кафедру 24 сентября 1998 года.
3 мая 2003 года тот же римский папа принял прошение об отставке епископа по достижению им определённого церковными канонами возраста. С того времени и до самой смерти в Торонто 30 января 2014 года Пасичный носил титул епископа-эмерита Торонта.